# كورت برينغل
كورت برينغل هو عضو مجموعة ضغط وسياسي أمريكي، ولد في 27 يونيو 1959 في إميستسبيرغ في الولايات المتحدة. نشط حزبياً في الحزب الجمهوري. وقد انتخب عمدة وانتخب عضو جمعية ولاية كاليفورنيا ‏.

## وصلات خارجية
- الموقع الرسمي